# Ахмед Башев
Ахмед Ахмедов Башев е български политик.

## Биография
Роден е на 22 януари 1964 г. в село Рибново. Завършва специалност „математика“ в Пловдивския университет „Паисий Хилендарски“. Има диплома и за юрист от ЮЗУ „Неофит Рилски“. От 1987 до 1989 г. е учител в гимназията в Рибново, а до 1999 г. е директор.
Народен представител от парламентарната група на ДПС в XLII народно събрание. Дългогодишен кмет на Община Гърмен (1999 – 2011). Получил известност след скандала с „радикалния ислям“ в Рибново през 2009 г.
Комисията за разкриване на документите и за обявяване на принадлежност на български граждани към Държавна сигурност и разузнавателните служби на Българската народна армия разкрива, че от 1988 година Башев е сътрудник на Държавна сигурност, като агент „Манол“ на Областно управление на МВР-ДС Благоевград.